# Dendrochen robusta
Dendrochen robusta — викопний вид гусеподібних птахів родини качкових (Anatidae). Птах існував у кінці міоцену (20,4-16 млн років тому). Скам'янілі рештки знайдені у відкладеннях формування Батесланд у штаті Південна Дакота, США. Голотип UCMP 37364 складається з лівої плечової кістки.